# 五唑化亚铁
五唑化亚铁是一种无机化合物，化学式为Fe(N5)2，它可由五唑化钠和氯化亚铁反应得到。它热分解生成叠氮化亚铁。
X射线晶体衍射表明，它的晶体水合物中的五唑环与Fe共面，而非二茂铁的夹心结构，这与DFT计算结果相符。